# Liste der Enquete-Kommissionen des nordrhein-westfälischen Landtags
Die Liste der Enquete-Kommissionen des nordrhein-westfälischen Landtags erfasst die Enquete-Kommissionen, die der Landtag Nordrhein-Westfalen seit 1995 eingesetzt hat. Auf Antrag eines Drittels der NRW-Landtagsmitglieder wird eine Enquete-Kommission eingerichtet. Pro Legislaturperiode sollen es maximal vier sein. Der jeweilige Abschlussbericht sollte zwei Jahre nach Einsetzung der Kommission vorliegen, spätestens zum Ende der Wahlperiode.
Seit 1995 gab es 23 Enquete-Kommissionen zu folgenden Themen (in Klammern die Dauer von der Einsetzung bis zum Abschlussbericht bzw. abschließende Landtagsdebatte zu demselben):
1. Zukunft der Erwerbsarbeit in NRW (1995–1999)[1]
2. Zukunft der Mobilität in NRW (1996–2000)[2]
3. Zukunft der Städte in NRW (2000–2004)[3]
4. Zukunft einer frauengerechten Gesundheitsversorgung in NRW (2000–2004)[4]
5. Situation und Zukunft der Pflege in NRW (2002–2005)[5]
6. Auswirkungen längerfristig stark steigender Preise von Öl- und Gasimporten auf die Wirtschaft und die Verbraucherinnen und Verbraucher in NRW (2005–2008)[6]
7. Chancen für Kinder (2005–2008)[7]
8. Erarbeitung von Vorschlägen für eine effektive Präventionspolitik in NRW (2008–2010)[8]
9. Wohnungswirtschaftlicher Wandel und neue Finanzinvestoren auf den Wohnungsmärkten in NRW (2010–2013)[9]
10. Zukunft der chemischen Industrie in Nordrhein-Westfalen im Hinblick auf nachhaltige Rohstoffbasen, Produkte und Produktionsverfahren (2012–2015)
11. Bewertung der Tragfähigkeit der öffentlichen Haushalte in Nordrhein-Westfalen (2013–2015)
12. Zukunft der Familienpolitik in Nordrhein-Westfalen (2014–2017)
13. Finanzierungsoptionen des öffentlichen Personenverkehrs in Nordrhein-Westfalen im Kontext des gesellschaftlichen und technischen Wandels (2014–2017)
14. Zukunft von Handwerk und Mittelstand in NRW gestalten (2015–2017)
15. Digitale Transformation der Arbeitswelt in Nordrhein-Westfalen (2018–2020)[10]
16. Brexit: Auswirkungen auf Nordrhein-Westfalen (2018–2021)
17. Subsidiarität und Partizipation. Zur Stärkung der (parlamentarischen) Demokratie im föderalen System aus nordrhein-westfälischer Perspektive (2018–2021)
18. Einsamkeit – Bekämpfung sozialer Isolation in Nordrhein-Westfalen und der daraus resultierenden physischen und psychischen Folgen auf die Gesundheit (2020–2022)
19. Gesundes Essen. Gesunde Umwelt. Gesunde Betriebe. – Zukunftschancen für die nordrhein-westfälische Landwirtschaft gestalten, mittelständische Betriebe stärken, hohe Standards in Ernährung und Umweltschutz gemeinsam sichern (2020–2022)
20. Chancengleichheit in der Bildung (seit 2023)
21. Krisen- und Notfallmanagement – durch die Lehren der Vergangenheit die Zukunft sicher gestalten (seit 2023)
22. Wasser in Zeiten der Klimakrise (seit 2024)
23. Künstliche Intelligenz – Für einen smarten Staat in der digitalisierten Gesellschaft (seit 2024)